# Bodmyrans naturreservat
Bodmyrans naturreservat är ett naturreservat i Nordanstigs kommun i Gävleborgs län.
Området är naturskyddat sedan 2010 och är 112 hektar stort. Reservatet består av kupolformad mosse, kärr och träd som tallar.